# フレッダ・リンゼイ
フレッダ・リンゼイ（Freda Lindsay、1914年 - 2010年）は、アメリカの伝道者ゴードン・リンゼイの妻で、聖書学校クライスト・フォー・ザ・ネイションズ（CFNI　アメリカ・テキサス州）の共同創立者である。

## 経歴とミニストリー
- 1914年　カナダのサスカチュワン州にて生まれる。
- 1937年　ゴードン・リンゼイと結婚し、その後、夫とともに伝道活動と教会の牧会に従事する。その後、夫とともに海外宣教への支援活動にも力を注ぐ。また、ラジオによる伝道も開始される。
- 1956年　CFNIにより世界宣教のためのクルセードが開催され、世界各地に奉仕者のチームが派遣される。
- 1970年　聖書学校「クライスト・フォー・ザ・ネイションズ」（CFNI　アメリカ・テキサス州）を夫のゴードン・リンゼイとともに設立する。
- 1973年4月1日　夫が死去。妻フレッダ・リンゼイがCFNIの活動を継承する。
- 1975年　CFNI卒業者の創立した聖書学校での講演のため、アフリカ、ナイジェリアを訪問。
- 1976年　七ヶ国を歴訪する。彼女がドイツを訪問後、韓国ソウルにてチョー・ヨンギ師の教会を訪れた際、彼はゴードンの数々の著作から多くのことを学んでいると彼女に語った。すでにCFNIはチョー・ヨンギ（趙鏞基）師に対し、伝道センター建設のために二万ドルの資金援助を行っていた。
- 2010年3月　フレッダ・リンゼイ死去。95歳。息子のデニス・リンゼイがCFNIの活動を継承する。聖書学校（現在は1200人を越える学生が集う。世界50ヶ国に250の学校がある）のほか、文書伝道、イスラエルにおけるユダヤ人伝道、祈りとテープによる伝道活動も継続されている。CFNIの宣教活動は全世界120ヶ国で展開されている。発展途上国の教会への経済支援なども行っている。

## 著書
- 『神のいやし Q&A』 ゴードン&フレッダ・リンゼイ共著　エターナル・ライフ・ミニストリーズ
- 『神に用いられる人』 フレッダ・リンゼイほか　エターナル・ライフ・ミニストリーズ
- 『聖霊のバプテスマを受けさせる方法』（エターナル・ライフ・メッセージ誌45号） フレッダ･リンゼイ　エターナル・ライフ・ミニストリーズ